# Erythrops serrata
Erythrops serrata är en kräftdjursart som först beskrevs av Georg Ossian Sars 1863.  Erythrops serrata ingår i släktet Erythrops och familjen Mysidae. Arten är reproducerande i Sverige. Inga underarter finns listade i Catalogue of Life.